# Уолс (Великобритания)
Уолс (англ. Walls) — деревня в западной части острова Мейнленд в архипелаге Шетландских островов.

## География
Расположена на берегу бухты, врезанной в западный берег острова Мейнленд. Выход из бухты ограничен островом Вейла, в центре бухты небольшой остров Линга. Уолс включает в себя небольшую деревню Баррастоу.

## История

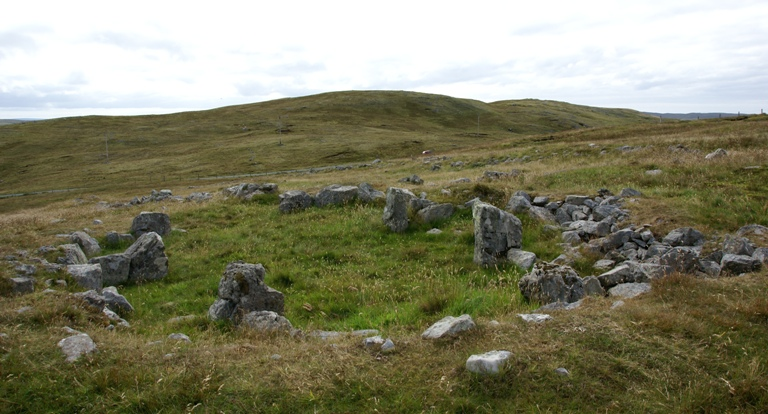
«Скорд-оф-Брустер»

В пяти километрах к северу от Уолса сохранились остатки каменных сооружений «Скорд-оф-Брустер» возможно эпохи неолита или бронзового века.
Исторически входит в приход «Уолс и Сэнднесс».

## Экономика
Паромное сообщение с островом Фула в тридцати километрах на западе.
Автодорога «A971» (Мэлби — Сэнднесс — Винсгарт) имеет трёхкилометровое ответвление в Уолс и соединяет деревню с западной и южной частью острова.

## Известные жители
- Томас Александр Робертсон или Вагаланд (1909—1973) — поэт[4].